# Pseudosphex garleppi
Pseudosphex garleppi là một loài bướm đêm thuộc phân họ Arctiinae, họ Erebidae.